# 万子湖
万子湖是一个位于中国湖南省沅江、泗罗县的湖泊，面积约为240平方千米。